# Christine Richard
Christine Richard, née le 4 avril 1964 à Baie-Saint-Paul, est une poète québécoise,.

## Biographie
Christine Richard est née le 4 avril 1964 à Baie-Saint-Paul,. Elle détient un certificat, un baccalauréat, et une maîtrise en études littéraires de l'Université du Québec à Montréal.
En 1992, elle publie son premier recueil de poésie, Passagère, avec dessins de Renée Lavaillante, aux Éditions du Noroît, pour lequel elle est finaliste au prix Georges-Limbour.
Son second recueil de poésie, L'eau des oiseaux, parait en 1997 aux Éditions Trois et est finaliste aux prix littéraires du Gouverneur général. En 2000, elle publie son troisième recueil, Les algues sanguine, en 2000 chez le même éditeur, et se mérite une mention d'excellence de la Société des écrivains canadiens. La même année, son « Conte des petites croix », mis en musique par le compositeur Jazz Bill Mahar, est lu lors du spectacle Catharsis II présenté au Festival international de jazz de Montréal par Charles Papasoff.
Elle a également publié des textes dans les revues Estuaire, Moebius, Arcade et Trois.
Elle a été professeure de littérature au Cégep de Matane, puis au collège Montmorency à Laval,  scénariste et réalisatrice de documentaires pour la télévision,.

## Œuvres

### Poésie
- Passagère, avec dessins de Renée Lavaillante, Montréal, Éditions du Noroît, 1992, 56 p.  (ISBN 2-89018-247-9)
- L'eau des oiseaux, Laval, Éditions Trois, 1997, 57 p.  (ISBN 2-920887-87-4)
- Les algues sanguine, Laval, Éditions Trois, 2000, 73 p.  (ISBN 2-89516-009-0)

## Prix et honneurs
- 1993 - Finaliste Prix Georges-Limbour pour Passagère[1]
- 1997 - Finaliste aux prix littéraires du Gouverneur général pour L’eau des oiseaux [3]
- 2001 - Mention d'excellence de la Société des écrivains canadiens pour Les algues sanguines[1]